# Coșeni, Ungheni
Coșeni este un sat din componența comunei Negurenii Vechi din raionul Ungheni, Republica Moldova.